# Cussac-sur-Loire
Cussac-sur-Loire är en kommun i departementet Haute-Loire i regionen Auvergne-Rhône-Alpes i centrala Frankrike. Kommunen ligger i kantonen Solignac-sur-Loire som tillhör arrondissementet Le Puy-en-Velay. År 2022 hade Cussac-sur-Loire 1 658 invånare.

## Befolkningsutveckling
Antalet invånare i kommunen Cussac-sur-Loire
| Referens: INSEE |